# Fort Bronx
Fort Bronx (autre titre New York Connection) (titre original Night of the Juggler) est un film américain réalisé par Robert Butler, sorti en 1980.

## Fiche technique
- Titre : Fort Bronx (autre titre New York Connection)
- Titre original : Night of the Juggler
- Réalisation :   Robert Butler
- Scénario : Rick Natkin, William W. Norton d'après le roman de William P. McGivern La Nuit de l'égorgeur (Night of the Juggler)
- Musique : Artie Kane
- Producteurs : Stephen F. Kesten, Arnold Kopelson, Jay Weston (en)
- Société de production : Columbia Pictures, GCC Productions
- Durée : 101 minutes
- Couleur : Technicolor
- Genre : Film policier, film d'action, drame
- Dates de sortie :
  - États-Unis : 6 juin 1980
  - France : 13 août 1980

## Distribution
- James Brolin : Sean Boyd
- Cliff Gorman : Gus Soltic
- Richard S. Castellano : Lieutenant Tonelli
- Linda Miller (en) : Barbara Boyd
- Barton Heyman : Prédicateur
- Sully Boyar (en) : Larry
- Julie Carmen : Maria
- Abby Bluestone : Kathy Boyd
- Dan Hedaya : Sergent Otis Barnes
- Mandy Patinkin : Allesandro
- Marco St. John : Hampton Richmond Clayton III
- Frank Adu : Wino
- Nancy Andrews (en) : Mrs. Logan